# BAFTA de melhor direção
BAFTA de melhor direção (no original em inglês BAFTA Award for Best Direction) é um prêmio entregue anualmente pela British Academy of Film and Television Arts (BAFTA) ao diretor de cinema que se tenha distinguido durante o ano na direção de um filme.
Cineastas de qualquer nacionalidade são elegíveis para receber o prémio.
Lista dos cineastas premiados com o BAFTA de Melhor Direção e respectivos filmes:

## Vencedores e indicados

### Década de 1960
| Ano                  | Diretor               | Filme |
| -------------------- | --------------------- | ----- |
| 1969                 |                       |       |
| Mike Nichols         | The Graduate          |       |
| Lindsay Anderson     | if....                |       |
| Carol Reed           | Oliver!               |       |
| Franco Zeffirelli    | Romeo and Juliet      |       |
| 1970                 |                       |       |
| John Schlesinger     | Midnight Cowboy       |       |
| Richard Attenborough | Oh! What a Lovely War |       |
| Ken Russell          | Women in Love         |       |
| Peter Yates          | Bullitt               |       |

### Década de 1970
| Ano                  | Diretor                                                                     | Filme |
| -------------------- | --------------------------------------------------------------------------- | ----- |
| 1971                 |                                                                             |       |
| George Roy Hill      | Butch Cassidy and the Sundance Kid                                          |       |
| Robert Altman        | M*A*S*H                                                                     |       |
| David Lean           | Ryan's Daughter                                                             |       |
| Ken Loach            | Kes                                                                         |       |
| 1972                 |                                                                             |       |
| John Schlesinger     | Sunday Bloody Sunday                                                        |       |
| Miloš Forman         | Taking Off                                                                  |       |
| Joseph Losey         | The Go-Between                                                              |       |
| Luchino Visconti     | Morte a Venezia (Death in Venice)                                           |       |
| 1973                 |                                                                             |       |
| Bob Fosse            | Cabaret                                                                     |       |
| Peter Bogdanovich    | The Last Picture Show                                                       |       |
| William Friedkin     | The French Connection                                                       |       |
| Stanley Kubrick      | A Clockwork Orange                                                          |       |
| 1974                 |                                                                             |       |
| François Truffaut    | La nuit américaine (Day for Night)                                          |       |
| Luis Buñuel          | Le charme discret de la bourgeoisie (The Discreet Charm of the Bourgeoisie) |       |
| Nicolas Roeg         | Don't Look Now                                                              |       |
| Fred Zinnemann       | The Day of the Jackal                                                       |       |
| 1975                 |                                                                             |       |
| Roman Polanski       | Chinatown                                                                   |       |
| Francis Ford Coppola | The Conversation                                                            |       |
| Sidney Lumet         | Murder on the Orient Express / Serpico                                      |       |
| Louis Malle          | Lacombe Lucien                                                              |       |
| 1976                 |                                                                             |       |
| Stanley Kubrick      | Barry Lyndon                                                                |       |
| Sidney Lumet         | Dog Day Afternoon                                                           |       |
| Martin Scorsese      | Alice Doesn't Live Here Anymore                                             |       |
| Steven Spielberg     | Jaws                                                                        |       |
| 1977                 |                                                                             |       |
| Miloš Forman         | One Flew Over the Cuckoo's Nest                                             |       |
| Alan J. Pakula       | All the President's Men                                                     |       |
| Alan Parker          | Bugsy Malone                                                                |       |
| Martin Scorsese      | Taxi Driver                                                                 |       |
| 1978                 |                                                                             |       |
| Woody Allen          | Annie Hall                                                                  |       |
| Richard Attenborough | A Bridge Too Far                                                            |       |
| John G. Avildsen     | Rocky                                                                       |       |
| Sidney Lumet         | Network                                                                     |       |
| 1979                 |                                                                             |       |
| Alan Parker          | Midnight Express                                                            |       |
| Robert Altman        | A Wedding                                                                   |       |
| Steven Spielberg     | Close Encounters of the Third Kind                                          |       |
| Fred Zinnemann       | Julia                                                                       |       |
| 1980                 |                                                                             |       |
| Francis Ford Coppola | Apocalypse Now                                                              |       |
| Woody Allen          | Manhattan                                                                   |       |
| Michael Cimino       | The Deer Hunter                                                             |       |
| John Schlesinger     | Yanks                                                                       |       |

### Década de 1980
| Ano                  | Diretor                                   | Filme |
| -------------------- | ----------------------------------------- | ----- |
| 1981                 |                                           |       |
| Akira Kurosawa       | Kagemusha                                 |       |
| Robert Benton        | Kramer vs. Kramer                         |       |
| David Lynch          | The Elephant Man                          |       |
| Alan Parker          | Fame                                      |       |
| 1982                 |                                           |       |
| Louis Malle          | Atlantic City                             |       |
| Bill Forsyth         | Gregory's Girl                            |       |
| Hugh Hudson          | Chariots of Fire                          |       |
| Karel Reisz          | The French Lieutenant's Woman             |       |
| 1983                 |                                           |       |
| Richard Attenborough | Gandhi                                    |       |
| Costa-Gavras         | Missing                                   |       |
| Mark Rydell          | On Golden Pond                            |       |
| Steven Spielberg     | E.T. the Extra-Terrestrial                |       |
| 1984                 |                                           |       |
| Bill Forsyth         | Local Hero                                |       |
| James Ivory          | Heat and Dust                             |       |
| Sydney Pollack       | Tootsie                                   |       |
| Martin Scorsese      | The King of Comedy                        |       |
| 1985                 |                                           |       |
| Wim Wenders          | Paris, Texas                              |       |
| Roland Joffé         | The Killing Fields                        |       |
| Sergio Leone         | Once Upon a Time in America               |       |
| Peter Yates          | The Dresser                               |       |
| 1986                 | Sem registro de vencedor                  | —     |
| 1987                 |                                           |       |
| Woody Allen          | Hannah and Her Sisters                    |       |
| Roland Joffé         | The Mission                               |       |
| Neil Jordan          | Mona Lisa                                 |       |
| James Ivory          | A Room with a View                        |       |
| 1988                 |                                           |       |
| Oliver Stone         | Platoon                                   |       |
| Richard Attenborough | Cry Freedom                               |       |
| Claude Berri         | Jean de Florette                          |       |
| John Boorman         | Hope and Glory                            |       |
| 1989                 |                                           |       |
| Louis Malle          | Au revoir les enfants (Goodbye, Children) |       |
| Gabriel Axel         | Babettes gæstebud (Babette's Feast)       |       |
| Bernardo Bertolucci  | The Last Emperor                          |       |
| Charles Crichton     | A Fish Called Wanda                       |       |
| 1990                 |                                           |       |
| Kenneth Branagh      | Henry V                                   |       |
| Stephen Frears       | Dangerous Liaisons                        |       |
| Alan Parker          | Mississippi Burning                       |       |
| Peter Weir           | Dead Poets Society                        |       |

### Década de 1990
| Ano                  | Diretor                                    | Filme |
| -------------------- | ------------------------------------------ | ----- |
| 1991                 |                                            |       |
| Martin Scorsese      | Goodfellas                                 |       |
| Woody Allen          | Crimes and Misdemeanors                    |       |
| Bruce Beresford      | Driving Miss Daisy                         |       |
| Giuseppe Tornatore   | Nuovo Cinema Paradiso                      |       |
| 1992                 |                                            |       |
| Alan Parker          | The Commitments                            |       |
| Kevin Costner        | Dances with Wolves                         |       |
| Jonathan Demme       | The Silence of the Lambs                   |       |
| Ridley Scott         | Thelma & Louise                            |       |
| 1993                 |                                            |       |
| Robert Altman        | The Player                                 |       |
| Clint Eastwood       | Unforgiven                                 |       |
| James Ivory          | Howards End                                |       |
| Neil Jordan          | The Crying Game                            |       |
| 1994                 |                                            |       |
| Steven Spielberg     | Schindler's List                           |       |
| Richard Attenborough | Shadowlands                                |       |
| Jane Campion         | The Piano                                  |       |
| James Ivory          | The Remains of the Day                     |       |
| 1995                 |                                            |       |
| Mike Newell          | Four Weddings and a Funeral                |       |
| Krzysztof Kieślowski | Trois couleurs: Rouge (Three Colours: Red) |       |
| Quentin Tarantino    | Pulp Fiction                               |       |
| Robert Zemeckis      | Forrest Gump                               |       |
| 1996                 |                                            |       |
| Michael Radford      | Il postino (The Postman)                   |       |
| Mel Gibson           | Braveheart                                 |       |
| Nicholas Hytner      | The Madness of King George                 |       |
| Ang Lee              | Sense and Sensibility                      |       |
| 1997                 |                                            |       |
| Joel Coen            | Fargo                                      |       |
| Scott Hicks          | Shine                                      |       |
| Mike Leigh           | Secrets & Lies                             |       |
| Anthony Minghella    | The English Patient                        |       |
| 1998                 |                                            |       |
| Baz Luhrmann         | Romeo + Juliet                             |       |
| James Cameron        | Titanic                                    |       |
| Peter Cattaneo       | The Full Monty                             |       |
| Curtis Hanson        | L.A. Confidential                          |       |
| 1999                 |                                            |       |
| Peter Weir           | The Truman Show                            |       |
| Shekhar Kapur        | Elizabeth                                  |       |
| John Madden          | Shakespeare in Love                        |       |
| Steven Spielberg     | Saving Private Ryan                        |       |
| 2000                 |                                            |       |
| Pedro Almodóvar      | Todo sobre mi madre (All About My Mother)  |       |
| Neil Jordan          | The End of the Affair                      |       |
| Sam Mendes           | American Beauty                            |       |
| Anthony Minghella    | The Talented Mr. Ripley                    |       |
| M. Night Shyamalan   | The Sixth Sense                            |       |

### Década de 2000
| Ano                              | Diretor(a)                                        | Filme |
| -------------------------------- | ------------------------------------------------- | ----- |
| 2001                             |                                                   |       |
| Ang Lee                          | Wo hu cang long (Crouching Tiger, Hidden Dragon)  |       |
| Stephen Daldry                   | Billy Elliot                                      |       |
| Ridley Scott                     | Gladiator                                         |       |
| Steven Soderbergh                | Traffic                                           |       |
| Steven Soderbergh                | Erin Brockovich                                   |       |
| 2002                             |                                                   |       |
| Peter Jackson                    | The Lord of the Rings: The Fellowship of the Ring |       |
| Robert Altman                    | Gosford Park                                      |       |
| Ron Howard                       | A Beautiful Mind                                  |       |
| Jean-Pierre Jeunet               | Le Fabuleux destin d'Amélie Poulain               |       |
| Baz Luhrmann                     | Moulin Rouge!                                     |       |
| 2003                             |                                                   |       |
| Roman Polanski                   | The Pianist                                       |       |
| Stephen Daldry                   | The Hours                                         |       |
| Peter Jackson                    | The Lord of the Rings: The Two Towers             |       |
| Rob Marshall                     | Chicago                                           |       |
| Martin Scorsese                  | Gangs of New York                                 |       |
| 2004                             |                                                   |       |
| Peter Weir                       | Master and Commander: The Far Side of the World   |       |
| Tim Burton                       | Big Fish                                          |       |
| Sofia Coppola                    | Lost in Translation                               |       |
| Peter Jackson                    | The Lord of the Rings: The Return of the King     |       |
| Anthony Minghella                | Cold Mountain                                     |       |
| 2005                             |                                                   |       |
| Mike Leigh                       | Vera Drake                                        |       |
| Marc Forster                     | Finding Neverland                                 |       |
| Michel Gondry                    | Eternal Sunshine of the Spotless Mind             |       |
| Michael Mann                     | Collateral                                        |       |
| Martin Scorsese                  | The Aviator                                       |       |
| 2006                             |                                                   |       |
| Ang Lee                          | Brokeback Mountain                                |       |
| George Clooney                   | Good Night, and Good Luck.                        |       |
| Paul Haggis                      | Crash                                             |       |
| Fernando Meirelles               | The Constant Gardener                             |       |
| Bennett Miller                   | Capote                                            |       |
| 2007                             |                                                   |       |
| Paul Greengrass                  | United 93                                         |       |
| Jonathan Dayton e Valerie Faris  | Little Miss Sunshine                              |       |
| Stephen Frears                   | The Queen                                         |       |
| Alejandro González Iñárritu      | Babel                                             |       |
| Martin Scorsese                  | The Departed                                      |       |
| 2008                             |                                                   |       |
| Joel e Ethan Coen                | No Country for Old Men                            |       |
| Paul Thomas Anderson             | There Will Be Blood                               |       |
| Paul Greengrass                  | The Bourne Ultimatum                              |       |
| Florian Henckel von Donnersmarck | Das Leben der Anderen (The Lives of Others)       |       |
| Joe Wright                       | Atonement                                         |       |
| 2009                             |                                                   |       |
| Danny Boyle                      | Slumdog Millionaire                               |       |
| Stephen Daldry                   | The Reader                                        |       |
| Clint Eastwood                   | Changeling                                        |       |
| David Fincher                    | The Curious Case of Benjamin Button               |       |
| Ron Howard                       | Frost/Nixon                                       |       |
| 2010                             |                                                   |       |
| Kathryn Bigelow                  | The Hurt Locker                                   |       |
| Neill Blomkamp                   | District 9                                        |       |
| James Cameron                    | Avatar                                            |       |
| Lone Scherfig                    | An Education                                      |       |
| Quentin Tarantino                | Inglourious Basterds                              |       |

### Década de 2010
| Ano                         | Diretor(a)                                      | Filme |
| --------------------------- | ----------------------------------------------- | ----- |
| 2011                        |                                                 |       |
| David Fincher               | The Social Network                              |       |
| Darren Aronofsky            | Black Swan                                      |       |
| Danny Boyle                 | 127 Hours                                       |       |
| Tom Hooper                  | The King's Speech                               |       |
| Christopher Nolan           | Inception                                       |       |
| 2012                        |                                                 |       |
| Michel Hazanavicius         | The Artist                                      |       |
| Tomas Alfredson             | Tinker Tailor Soldier Spy                       |       |
| Lynne Ramsay                | We Need to Talk About Kevin                     |       |
| Nicolas Winding Refn        | Drive                                           |       |
| Martin Scorsese             | Hugo                                            |       |
| 2013                        |                                                 |       |
| Ben Affleck                 | Argo                                            |       |
| Kathryn Bigelow             | Zero Dark Thirty                                |       |
| Michael Haneke              | Amour                                           |       |
| Ang Lee                     | Life of Pi                                      |       |
| Quentin Tarantino           | Django Unchained                                |       |
| 2014                        |                                                 |       |
| Alfonso Cuarón              | Gravity                                         |       |
| Paul Greengrass             | Captain Phillips                                |       |
| Steve McQueen               | 12 Years a Slave                                |       |
| David O. Russell            | American Hustle                                 |       |
| Martin Scorsese             | The Wolf of Wall Street                         |       |
| 2015                        |                                                 |       |
| Richard Linklater           | Boyhood                                         |       |
| Wes Anderson                | The Grand Budapest Hotel                        |       |
| Alejandro González Iñárritu | Birdman or (The Unexpected Virtue of Ignorance) |       |
| Damien Chazelle             | Whiplash                                        |       |
| James Marsh                 | The Theory of Everything                        |       |
| 2016                        |                                                 |       |
| Alejandro González Iñárritu | The Revenant                                    |       |
| Todd Haynes                 | Carol                                           |       |
| Adam McKay                  | The Big Short                                   |       |
| Ridley Scott                | The Martian                                     |       |
| Steven Spielberg            | Bridge of Spies                                 |       |
| 2017                        |                                                 |       |
| Damien Chazelle             | La La Land                                      |       |
| Tom Ford                    | Nocturnal Animals                               |       |
| Ken Loach                   | I, Daniel Blake                                 |       |
| Kenneth Lonergan            | Manchester by the Sea                           |       |
| Denis Villeneuve            | Arrival                                         |       |
| 2018                        |                                                 |       |
| Guillermo del Toro          | The Shape of Water                              |       |
| Luca Guadagnino             | Call Me by Your Name                            |       |
| Martin McDonagh             | Three Billboards Outside Ebbing, Missouri       |       |
| Christopher Nolan           | Dunkirk                                         |       |
| Denis Villeneuve            | Blade Runner 2049                               |       |
| 2019                        |                                                 |       |
| Alfonso Cuarón              | Roma                                            |       |
| Bradley Cooper              | A Star Is Born                                  |       |
| Yorgos Lanthimos            | The Favourite                                   |       |
| Paweł Pawlikowski           | Zimna wojna (Cold War)                          |       |
| Spike Lee                   | BlacKkKlansman                                  |       |
| 2020                        |                                                 |       |
| Sam Mendes                  | 1917                                            |       |
| Todd Phillips               | Joker                                           |       |
| Bong Joon-ho                | Gisaengchung (Parasite)                         |       |
| Martin Scorsese             | The Irishman                                    |       |
| Quentin Tarantino           | Once Upon a Time in Hollywood                   |       |

### Década de 2020
| Ano                            | Diretor(a)                                              | Filme |
| ------------------------------ | ------------------------------------------------------- | ----- |
| 2021                           |                                                         |       |
| Chloé Zhao                     | Nomadland                                               |       |
| Lee Isaac Chung                | Minari                                                  |       |
| Thomas Vinterberg              | Druk (Another Round)                                    |       |
| Jasmila Žbanić                 | Quo Vadis, Aida?                                        |       |
| Shannon Murphy                 | Babyteeth                                               |       |
| Sarah Gavron                   | Rocks                                                   |       |
| 2022                           |                                                         |       |
| Jane Campion                   | The Power of the Dog                                    |       |
| Paul Thomas Anderson           | Licorice Pizza                                          |       |
| Ryūsuke Hamaguchi              | Doraibu mai kā (Drive My Car)                           |       |
| Audrey Diwan                   | L'événement (Happening)                                 |       |
| Julia Ducournau                | Titane                                                  |       |
| Aleem Khan                     | After Love                                              |       |
| 2023                           |                                                         |       |
| Edward Berger                  | Im Westen nichts Neues (All Quiet on the Western Front) |       |
| Daniel Kwan e Daniel Scheinert | Everything Everywhere All at Once                       |       |
| Martin McDonagh                | The Banshees of Inisherin                               |       |
| Park Chan-wook                 | Heojil gyeolsim (Decision to Leave)                     |       |
| Todd Field                     | Tár                                                     |       |
| Gina Prince-Bythewood          | The Woman King                                          |       |
| 2024                           |                                                         |       |
| Christopher Nolan              | Oppenheimer                                             |       |
| Jonathan Glazer                | The Zone of Interest                                    |       |
| Bradley Cooper                 | Maestro                                                 |       |
| Alexander Payne                | The Holdovers                                           |       |
| Andrew Haigh                   | All of Us Strangers                                     |       |
| Justine Triet                  | Anatomie d'une chute (Anatomy of a Fall)                |       |
| 2025                           |                                                         |       |
| Brady Corbet                   | The Brutalist                                           |       |
| Coralie Fargeat                | The Substance                                           |       |
| Denis Villeneuve               | Dune: Part Two                                          |       |
| Edward Berger                  | Conclave                                                |       |
| Jacques Audiard                | Emilia Pérez                                            |       |
| Sean Baker                     | Anora                                                   |       |